# Lijst van onroerend erfgoed in Schoten
Een overzicht van het onroerend erfgoed in de gemeente Schoten. Het onroerend erfgoed maakt deel uit van het cultureel erfgoed in België.

## Bouwkundig erfgoed
| Object                                                                 | Erfgoedstatus?               | Bouwjaar of architect       | Deelgemeente | Adres                                                                      | Coördinaten                   | Nummer? | Afbeelding                                                             |
| ---------------------------------------------------------------------- | ---------------------------- | --------------------------- | ------------ | -------------------------------------------------------------------------- | ----------------------------- | ------- | ---------------------------------------------------------------------- |
| Eclectisch landhuis                                                    |                              |                             | Schoten      | Deuzeldlaan 21                                                             | 51° 14' 41" NB, 4° 28' 7" OL  | 14300   | Eclectisch landhuis                                                    |
| Villa Flora                                                            |                              |                             | Schoten      | Deuzeldlaan 208                                                            | 51° 14' 48" NB, 4° 27' 37" OL | 14301   | Villa Flora                                                            |
| Hoeve met losse bestanddelen                                           |                              |                             | Schoten      | Elshoutbaan 228-230                                                        | 51° 16' 59" NB, 4° 31' 2" OL  | 14302   | Hoeve met losse bestanddelen                                           |
| Villa Castellamare                                                     | Monument                     |                             | Schoten      | Frans Reinemundlei 17                                                      | 51° 15' 30" NB, 4° 31' 43" OL | 14304   | Villa Castellamare                                                     |
| Gelmelenhof                                                            | dorpsgezicht                 |                             | Schoten      | Gelmelenstraat 2                                                           | 51° 15' 8" NB, 4° 29' 52" OL  | 14305   | Gelmelenhof                                                            |
| Hoekhuis                                                               | dorpsgezicht                 |                             | Schoten      | Gelmelenstraat 81-83                                                       | 51° 15' 8" NB, 4° 29' 50" OL  | 14306   | Hoekhuis                                                               |
| Villa Sunny Home                                                       |                              | 1909 Alfred Portielje       | Schoten      | Grote Singel 11                                                            | 51° 15' 22" NB, 4° 30' 53" OL | 14308   | Villa Sunny Home                                                       |
| Villa                                                                  |                              |                             | Schoten      | Grote Singel 64                                                            | 51° 15' 30" NB, 4° 31' 10" OL | 14309   | Villa                                                                  |
| Landhuis Ravenhof                                                      |                              |                             | Schoten      | Hazendreef 16                                                              | 51° 15' 2" NB, 4° 31' 43" OL  | 14311   | Landhuis Ravenhof                                                      |
| Hotel Wenduine en Hotel Westende                                       | dorpsgezicht                 | 1922                        | Schoten      | Heikantstraat 152, 160                                                     | 51° 15' 27" NB, 4° 30' 39" OL | 14312   | Hotel Wenduine en Hotel Westende                                       |
| Veehouderij                                                            |                              |                             | Schoten      | Horstebaan 1-3                                                             | 51° 15' 21" NB, 4° 29' 13" OL | 14313   | Veehouderij                                                            |
| Domein Vordenstein                                                     | oranjerie (monument)         |                             | Schoten      | Horstebaan 2, 2B, Peerdsbosbaan 4                                          | 51° 15' 34" NB, 4° 29' 17" OL | 14315   | Domein Vordenstein                                                     |
| Kapel van de Horst                                                     |                              |                             | Schoten      | Horstebaan                                                                 | 51° 15' 31" NB, 4° 29' 6" OL  | 14317   | Kapel van de Horst                                                     |
| Kasteeldomein De Horst                                                 |                              |                             | Schoten      | Horstebaan 14-16                                                           | 51° 15' 40" NB, 4° 28' 49" OL | 14318   | Kasteeldomein De Horst                                                 |
| Kasteeldomein Amerloo                                                  |                              |                             | Schoten      | Horstebaan 201-209                                                         | 51° 15' 26" NB, 4° 28' 38" OL | 14319   | Kasteeldomein Amerloo                                                  |
| Gemeentelijke Muziekschool                                             |                              | 1979                        | Schoten      | Jozef Van Craenstraat 4                                                    | 51° 14' 49" NB, 4° 29' 57" OL | 14320   | Gemeentelijke Muziekschool                                             |
| Domein Kasteel van Schoten                                             | Monument                     |                             | Schoten      | Kasteeldreef 61                                                            | 51° 14' 42" NB, 4° 29' 23" OL | 14322   | Domein Kasteel van Schoten                                             |
| Riddershoeve                                                           | landschap                    |                             | Schoten      | Kasteeldreef 40                                                            | 51° 14' 45" NB, 4° 29' 23" OL | 14323   | Riddershoeve                                                           |
| Fort van Schoten                                                       | Monument                     |                             | Schoten      | Legerbaan 5                                                                | 51° 17' 14" NB, 4° 31' 46" OL | 14325   | Fort van Schoten                                                       |
| Sint-Lutgardis Openluchtschool                                         |                              |                             | Schoten      | Sint-Maria-ten-Boslei 10                                                   | 51° 16' 4" NB, 4° 31' 59" OL  | 14327   | Upload foto                                                            |
| Antwerpse Rijstmolens Riza                                             |                              |                             | Schoten      | Metropoolstraat 35                                                         | 51° 14' 23" NB, 4° 27' 50" OL | 14328   | Antwerpse Rijstmolens Riza                                             |
| Eclectisch landhuis                                                    |                              |                             | Schoten      | Nachtegalenlei 43                                                          | 51° 15' 25" NB, 4° 31' 51" OL | 14329   | Eclectisch landhuis                                                    |
| Belhoeve                                                               |                              |                             | Schoten      | Ooievaarsdreef 1                                                           | 51° 16' 46" NB, 4° 29' 48" OL | 14330   | Belhoeve                                                               |
| Hovenierswoning bij kasteel Withof                                     |                              |                             | Schoten      | Papenaardekenstraat 150                                                    | 51° 14' 42" NB, 4° 29' 2" OL  | 14331   | Hovenierswoning bij kasteel Withof                                     |
| Herenhoeve De List                                                     | Monument                     |                             | Schoten      | Listdreef 2, Paul Gilsonlaan 1, Peerdsbosbaan 29                           | 51° 16' 4" NB, 4° 28' 31" OL  | 14333   | Herenhoeve De List                                                     |
| Villa                                                                  |                              |                             | Schoten      | Priorijlaan 20                                                             | 51° 15' 5" NB, 4° 31' 54" OL  | 14334   | Villa                                                                  |
| Parochiekerk Onze-Lieve-Vrouw, Koningin van Alle Heiligen - Koningshof |                              | 1931 Godfried Wijn          | Schoten      | Ruusbroeckplein 5                                                          | 51° 15' 53" NB, 4° 31' 59" OL | 14336   | Parochiekerk Onze-Lieve-Vrouw, Koningin van Alle Heiligen - Koningshof |
| Landhuis Petappeltoren                                                 |                              |                             | Schoten      | Schijnparklaan 36                                                          | 51° 14' 32" NB, 4° 31' 11" OL | 14337   | Landhuis Petappeltoren                                                 |
| Cottagevilla en kapel                                                  |                              |                             | Schoten      | Sint-Amelbergalei 35, Victor Frislei 18                                    | 51° 14' 60" NB, 4° 31' 51" OL | 14338   | Cottagevilla en kapel                                                  |
| Parochiekerk Sint-Cordula                                              | Monument                     |                             | Schoten      | Sint-Cordulaplein                                                          | 51° 14' 59" NB, 4° 29' 58" OL | 14339   | Parochiekerk Sint-Cordula                                              |
| Gemeentelijke bibliotheek                                              | Monument                     | 1974 Renaat Braem           | Schoten      | Sint-Cordulaplein 13                                                       | 51° 15' 0" NB, 4° 29' 59" OL  | 14340   | Gemeentelijke bibliotheek                                              |
| Pastorie van Sint-Cordula                                              | dorpsgezicht                 | 1711                        | Schoten      | Sint-Cordulastraat 34                                                      | 51° 15' 1" NB, 4° 29' 56" OL  | 14342   | Pastorie van Sint-Cordula                                              |
| Romp van Stenen Molen                                                  |                              |                             | Schoten      | Theofiel Van Cauwenberghslei 18                                            | 51° 15' 8" NB, 4° 30' 8" OL   | 14344   | Romp van Stenen Molen                                                  |
| Eclectisch burgerhuis                                                  |                              |                             | Schoten      | Verbertstraat 7                                                            | 51° 15' 2" NB, 4° 29' 53" OL  | 14347   | Eclectisch burgerhuis                                                  |
| Pastorie Sint-Cordulaparochie                                          | Monument                     | 1806; 1869 Eugeen Gife      | Schoten      | Verbertstraat 23                                                           | 51° 14' 57" NB, 4° 29' 54" OL | 14348   | Pastorie Sint-Cordulaparochie                                          |
| Gemeentelijke jongensschool                                            |                              | 1865-68 Eugène Gife         | Schoten      | Verbertstraat 53-55                                                        | 51° 14' 49" NB, 4° 29' 57" OL | 14349   | Gemeentelijke jongensschool                                            |
| Kasteel Schijndaal                                                     |                              |                             | Schoten      | Victor Frislei 56                                                          | 51° 14' 44" NB, 4° 31' 46" OL | 14350   | Kasteel Schijndaal                                                     |
| Grenspaal                                                              |                              |                             | Schoten      | Villerslei 109                                                             |                               | 14351   | Grenspaal                                                              |
| Klooster De Villers                                                    | Monument                     |                             | Schoten      | Villerslei 133-135                                                         | 51° 15' 4" NB, 4° 31' 23" OL  | 14352   | Upload foto                                                            |
| Villa La Chanterelle                                                   |                              |                             | Schoten      | Villerslei 224                                                             | 51° 14' 58" NB, 4° 31' 23" OL | 14353   | Villa La Chanterelle                                                   |
| Villa in Nieuwe Zakelijkheid                                           |                              | 1937 Eduard Van Steenbergen | Schoten      | Vlinderlei 14                                                              | 51° 15' 26" NB, 4° 31' 8" OL  | 14354   | Villa in Nieuwe Zakelijkheid                                           |
| Arbeiderswoningen                                                      |                              |                             | Schoten      | Vordensteinstraat 46, 52                                                   | 51° 15' 12" NB, 4° 29' 41" OL | 14355   | Arbeiderswoningen                                                      |
| Hoeve met losse bestanddelen                                           |                              |                             | Schoten      | Wijtschotbaan 2                                                            | 51° 14' 34" NB, 4° 30' 15" OL | 14358   | Hoeve met losse bestanddelen                                           |
| Instituut Sint-Cordula                                                 |                              |                             | Schoten      | Wilgendaalstraat 5-7                                                       | 51° 15' 11" NB, 4° 29' 44" OL | 14359   | Instituut Sint-Cordula                                                 |
| Boswachterswoning en schuur                                            |                              |                             | Schoten      | Zeurtebaan 10,                                                             |                               | 14360   | Boswachterswoning en schuur                                            |
| Villa Suenito                                                          |                              |                             | Schoten      | Albert Dineurlaan 6                                                        | 51° 15' 11" NB, 4° 30' 44" OL | 14391   | Villa Suenito                                                          |
| Villa Le Rubis                                                         |                              |                             | Schoten      | Alfons Servaislei 72                                                       | 51° 15' 14" NB, 4° 31' 47" OL | 14392   | Villa Le Rubis                                                         |
| Restaurant De Linde                                                    |                              | 1938                        | Schoten      | Alice Nahonlei 92                                                          | 51° 15' 58" NB, 4° 32' 21" OL | 14393   | Upload foto                                                            |
| Kasteel Botermelk                                                      |                              |                             | Schoten      | Botermelkbaan 27                                                           | 51° 16' 41" NB, 4° 31' 59" OL | 14395   | Kasteel Botermelk                                                      |
| Hoeve bij kasteel Botermelk                                            |                              |                             | Schoten      | Botermelkdijk 498                                                          |                               | 14396   | Hoeve bij kasteel Botermelk                                            |
| Hoeve bij kasteel Botermelk                                            |                              |                             | Schoten      | Acaciadreef 21                                                             |                               | 14397   | Hoeve bij kasteel Botermelk                                            |
| Sluis- en brugwachterswoningen                                         | dorpsgezicht                 |                             | Schoten      | Botermelkdijk 232, 362, 402, Sluizenstraat 54, Vaartdreef 1, Wezelsebaan 2 | 51° 16' 31" NB, 4° 31' 30" OL | 14398   | Sluis- en brugwachterswoningen                                         |
| Hovenierswoning bij kasteel Botermelk                                  |                              |                             | Schoten      | Botermelkdijk 422                                                          |                               | 14399   | Hovenierswoning bij kasteel Botermelk                                  |
| Hoeve bij kasteel Botermelk                                            |                              |                             | Schoten      | Botermelkdijk 462A-B                                                       | 51° 16' 51" NB, 4° 32' 0" OL  | 14400   | Hoeve bij kasteel Botermelk                                            |
| Landhuis Weytschot                                                     |                              |                             | Schoten      | Braamstraat 53                                                             | 51° 14' 36" NB, 4° 30' 0" OL  | 14402   | Upload foto                                                            |
| Villa naar ontwerp van E. Van Steenbergen                              |                              | 1948 Eduard Van Steenbergen | Schoten      | Brechtsebaan 748                                                           | 51° 17' 39" NB, 4° 32' 54" OL | 14404   | Villa naar ontwerp van E. Van Steenbergen                              |
| Drie villa's in nieuwe zakelijkheid                                    | Monument: nr. 1175, nr. 1177 |                             | Schoten      | Bredabaan 1175-1177, 1257C                                                 | 51° 15' 41" NB, 4° 27' 54" OL | 14405   | Drie villa's in nieuwe zakelijkheid                                    |
| Keysershoeve                                                           |                              |                             | Schoten      | Bredabaan 965                                                              |                               | 14407   | Keysershoeve                                                           |
| Kasteel Calixberg                                                      |                              |                             | Schoten      | Borgeindstraat 274, Calesbergdreef 5-15,                                   | 51° 14' 56" NB, 4° 28' 21" OL | 14408   | Kasteel Calixberg                                                      |
| Gemeentehuis van Schoten                                               | Monument                     | Eugène Gife                 | Schoten      | Churchilllaan 1                                                            | 51° 15' 4" NB, 4° 29' 53" OL  | 14409   | Gemeentehuis van Schoten                                               |
| Herenhuis                                                              |                              |                             | Schoten      | Churchilllaan 128                                                          | 51° 15' 1" NB, 4° 29' 25" OL  | 14412   | Herenhuis                                                              |
| Herenboerderij-veekwekerij                                             |                              |                             | Schoten      | Deurnevoetweg 9                                                            | 51° 14' 40" NB, 4° 29' 6" OL  | 14413   | Herenboerderij-veekwekerij                                             |
| Kasteel Withof                                                         |                              |                             | Schoten      | Deurnevoetweg 8-10                                                         | 51° 14' 36" NB, 4° 28' 60" OL | 14414   | Kasteel Withof                                                         |
| Sint-Cordula-devotiekapelletje                                         |                              |                             | Schoten      | Paalstraat                                                                 | 51° 15' 15" NB, 4° 30' 12" OL | 84249   | Sint-Cordula-devotiekapelletje                                         |
| Woonhuis met atelier Lode Vleeshouwers en Angèle Simonart              | Monument                     | 1933 Julien Schillemans     | Schoten      | Distelvinklei 9                                                            | 51° 15' 54" NB, 4° 32' 29" OL | 200487  | Upload foto                                                            |
| Villa Hof Ter Beuken                                                   | Monument                     |                             | Schoten      | Priorijlaan 31                                                             | 51° 15' 9" NB, 4° 32' 0" OL   | 200535  | Upload foto                                                            |
| Oorlogsmonument Deuzeld                                                |                              |                             | Schoten      | Deuzeldlaan                                                                |                               | 216114  | Oorlogsmonument Deuzeld                                                |
| Oorlogsmonument Schoten                                                | dorpsgezicht                 |                             | Schoten      | Sint-Cordulaplein                                                          |                               | 216116  | Oorlogsmonument Schoten                                                |
| Villa Cleibs                                                           |                              |                             | Schoten      | Lusthofdreef 33                                                            |                               | 216695  | Upload foto                                                            |
| Markt                                                                  |                              |                             | Schoten      | Churchilllaan 4, Markt 1-3, 4-5, 7-8, 10, 13-18, 19-21, 22-23, 24-26, 26B  |                               | 216697  | Markt                                                                  |
| Villa Ullens met garage                                                |                              |                             | Schoten      | Churchilllaan 55, 55A                                                      |                               | 216699  | Upload foto                                                            |
| Café Terminus                                                          |                              |                             | Schoten      | Churchilllaan 48-50                                                        |                               | 216701  | Upload foto                                                            |
| Villa 't Wit Kruis                                                     |                              |                             | Schoten      | Botermelkbaan 91                                                           |                               | 216703  | Upload foto                                                            |
| Villa Les Prairies                                                     |                              |                             | Schoten      | Alice Nahonlei 19                                                          |                               | 216704  | Upload foto                                                            |
| School Zusters Kindsheid Jesu                                          |                              |                             | Schoten      | Alice Nahonlei 65                                                          |                               | 216706  | Upload foto                                                            |
| Boswachterswoning van domein Calixberg                                 |                              |                             | Schoten      | Churchilllaan 315                                                          |                               | 216710  | Upload foto                                                            |
| Hovenierswoning Kasteel van Schoten                                    |                              |                             | Schoten      | Victor Adriaenssensstraat 76                                               |                               | 216711  | Upload foto                                                            |
| Villa des Pinsons                                                      |                              |                             | Schoten      | Vinkenlei 31                                                               |                               | 216713  | Upload foto                                                            |
| Modernistische villa                                                   |                              |                             | Schoten      | Alice Nahonlei 47                                                          |                               | 216714  | Upload foto                                                            |
| Eclectische villa                                                      |                              |                             | Schoten      | Alfons Servaislei 86                                                       |                               | 216715  | Upload foto                                                            |
| Hof Servais & Collin met chauffeurswoning                              |                              |                             | Schoten      | Alfons Servaislei 19                                                       |                               | 216716  | Upload foto                                                            |
| Twee pastorieën van de Heilig Hartkerk Deusden                         |                              |                             | Schoten      | Kruiningenstraat 86-90                                                     |                               | 216717  | Twee pastorieën van de Heilig Hartkerk Deusden                         |
| Villa                                                                  |                              |                             | Schoten      | Lusthofdreef 39                                                            |                               | 217033  | Upload foto                                                            |
| Duitse bunker                                                          |                              |                             | Schoten      | Botermelkdijk                                                              |                               | 305973  | Duitse bunker                                                          |
| Duitse bunker                                                          |                              |                             | Schoten      | Botermelkdijk                                                              |                               | 305974  | Duitse bunker                                                          |
| Duitse bunker                                                          |                              |                             | Schoten      | Brechtsebaan                                                               |                               | 305975  | Duitse bunker                                                          |
| Duitse bunker                                                          |                              |                             | Schoten      | Brechtsebaan                                                               |                               | 305976  | Duitse bunker                                                          |
| Duitse bunker                                                          |                              |                             | Schoten      | Brechtsebaan 866                                                           |                               | 305977  | Duitse bunker                                                          |
| Villa Sint-Mariahof                                                    |                              |                             | Schoten      | Deuzeldlaan 204, 206A-B                                                    |                               | 306227  | Villa Sint-Mariahof                                                    |

### Bouwkundige gehelen
| Object                                                            | Erfgoedstatus? | Bouwjaar of architect | Deelgemeente | Adres                                                              | Coördinaten | Nummer? | Afbeelding                                                        |
| ----------------------------------------------------------------- | -------------- | --------------------- | ------------ | ------------------------------------------------------------------ | ----------- | ------- | ----------------------------------------------------------------- |
| Parochiekerk Sint-Cordula met omgeving                            | Dorpsgezicht   |                       | Schoten      | Sint-Cordulaplein, Sint-Cordulastraat 17-21, Sint-Cordulastraat 34 |             | 127454  | Upload foto                                                       |
| Deel kanaal Dessel-Schoten met aanhorigheden en aanpalende hotels | Dorpsgezicht   |                       | Schoten      | Heikantstraat, Wezelsebaan                                         |             | 127460  | Deel kanaal Dessel-Schoten met aanhorigheden en aanpalende hotels |